# Universidad Nacional del Alto Uruguay
La Universidad Nacional del Alto Uruguay  (UNAU) es una universidad pública argentina creada por ley 27.074 del 8 de enero de 2015. Está emplazada en la localidad de San Vicente, Departamento Guaraní, Provincia de Misiones, desde donde se busca garantizar el acceso a la educación superior y fomentar el desarrollo de toda la región del Alto Uruguay.
El 23 de enero de 2019, el Ministerio de Educación, Cultura, Ciencia y Tecnología de la Nación aprobó el Proyecto Institucional Universitario (PIU) y autorizó oficialmente la puesta en marcha de la UNAU, a través de la Resolución Ministerial 145/2019.
El 24 de agosto de 2019, la universidad realizó la primera Asamblea Universitaria culminando el Proceso de Normalización institucional. 
Está integrada por 3 departamentos:
- Departamento de Ciencias Aplicadas
- Departamento de Ciencias de la Salud
- Departamento de Ciencias Humanas y Sociales

### Oferta académica
- Licenciatura en Kinesiología y Fisiatría (5 años)
- Licenciatura en Administración de Negocios (4 años)
- Tecnicatura Universitaria en Instrumentación quirúrgica (3 años)
- Tecnicatura Universitaria en Desarrollo Agropecuario para Pequeños y Medianos Productores (3 años)

### Autoridades
Rector: CPN. Fernando Semczuk
Vicerrector: Vet. Rubén Colucci